# Amelora adusta
Amelora adusta är en fjärilsart som beskrevs av Turner 1947. Amelora adusta ingår i släktet Amelora och familjen mätare. Inga underarter finns listade i Catalogue of Life.